# 泰特圣艾夫斯
泰特圣艾夫斯（英語：Tate St Ives）是一座位于英国康沃尔郡的美术馆，属于泰特美术馆集团。

## 历史
1988年泰特美术馆集团购买土地，1991年美术馆开工建设，1993年建成竣工。
2015年1月接受390万英镑捐赠对美术馆进行扩建项目，同年10月闭馆至2017年10月重新开放。